# Chay Heart Station
『oggi otto presents chay Heart Station』（オッジイオット プレゼンツ チャイ ハートステーション）はFM OSAKAのラジオ番組。
パーソナリティはシンガーソングライター・モデルのchay。

## 番組概要
2015年4月7日に『chay ハートステーション』の番組名で放送開始。chay自身の音楽、ファッション、ライフスタイルについて紹介していた。
番組開始当初はTOKYO FM制作であったが、2018年4月6日の番組リニューアルと同時に制作局がFM OSAKAへ移行され東阪同時ネット、テクノエイト一社提供となり番組名が『oggi otto chay Heart Station』へ変更。
2020年4月から愛知と福岡でネット開始したが、2021年1月29日番組終了。事実上の後番組は『oggi otto Music Shampoo』（JFN38局フルネット）

## 主なコーナー
今週のビューティ名言
2018年4月からオープニングで女性の著名人が残した名言を紹介していた。
chayレビュ
毎回1つの楽曲を紹介する。
メール紹介
リスナーから届いたメールを紹介する。chayはリスナーの挨拶に対して「こんばんみ（ビビる大木が使用している挨拶）」と返していた。
chayが電話しちゃいます（略して「chay電」のコーナー）
逆電コーナー。コーナーのジングルは「テレフォンショッキング」のテーマをピアノ演奏したものが使用されていた。末期は電話が繋がらない事が多く、次第に放送されなくなった。
関西弁・名古屋弁・博多弁講座
2018年4月からスタート。chayに話してもらいたい関西弁・名古屋弁・博多弁のフレーズを募集し、chay本人がそのフレーズを読み上げる。

## ネット局・放送時間
2021年1月終了時点。全局radiko（プレミアム含む）で聴取可能だった。
| 放送対象地域 | 放送局                     | 放送・配信時間         | 放送期間                     | 備考                  |
| ------------ | -------------------------- | ---------------------- | ---------------------------- | --------------------- |
| 大阪府       | エフエム大阪（FM OSAKA）   | 毎週金曜 19:00 - 19:30 | 2018年4月6日 - 2021年1月29日 | 制作局                |
| 東京都       | エフエム東京（TOKYO FM）   | 毎週金曜 19:00 - 19:30 | 2015年4月7日 - 2021年1月29日 | 2018年3月までの制作局 |
| 愛知県       | エフエム愛知（FM AICHI）   | 毎週金曜 20:00 - 20:30 | 2020年4月3日 - 2021年1月29日 | [ 5 ]                 |
| 福岡県       | エフエム福岡（FM FUKUOKA） | 毎週日曜 18:30 - 19:00 | 2020年4月5日 - 2021年1月31日 | [ 5 ]                 |